# Jægerne
Jægerne (svensk: Jägarna) er en svensk thriller fra 1996 instrueret af Kjell Sundvall med Rolf Lassgård og Lennart Jähkel i hovedrollerne. Filmen havde Sverigespremiere den 31. januar 1996.

## Handling
Erik har arbejdet som politibetjent i Stockholm i mange år. Efter et skuddrama søger han ny tjeneste i Norrbotten, hvor han er opvokset. Meget er forandret mens han har været borte, og Eriks politiattitude passer ikke længere ind i et samfund, der styres af uskrevne regler. Erik begynder at trævle en sag op om krybskytteri på elge og rener, der har foregået i længere tid, og som har været set gennem fingrene med af det lokale politi. Det viser sig snart at Eriks egen bror er indblandet og forbrydelserne får stadig større omfang.

## Medvirkende
- Rolf Lassgård som Erik Bäckström
- Lennart Jähkel som Leif Bäckström
- Jarmo Mäkinen som Tomme Harela
- Tomas Norström som Ove
- Thomas Hedengran som Stig
- Göran Forsmark som Håkan
- Rolf Degerlund som Eilert
- Editha Domingo som Nena
- Helena Bergström som Anna Sivertsson
- Helen S. Henriksson som Britt Harela
- Petra Brylander som russisk bærplukker